# Tossal Petit (Pujalt)
El Tossal Petit és una muntanya de 742 metres que es troba al municipi de Pujalt, a la comarca catalana de l'Anoia.